# 解州结义庙山门
解州结义庙山门位于中国山西省运城市盐湖区解州镇解州村结义庙巷，已列为盐湖区文物保护单位。

## 保护
解州结义庙山门公布为县级运城市文物保护单位，古建筑类。